# Die natürlichen Pflanzenfamilien (2. Auflage)
Die natürlichen Pflanzenfamilien, Zweite Auflage (abreviado Nat. Pflanzenfam. (ed. 2)	) es un trabajo científico con ilustraciones y descripciones botánicas que fue escrito por Karl Anton Eugen Prantl conjuntamente con Heinrich Gustav Adolf Engler y publicado en Berlín, en el año 1924.